# Amit Cohen (calciatore)
Amit Cohen (in ebraico עמית כהן‎?; Ra'anana, 21 novembre 1998) è un calciatore israeliano, centrocampista del Maccabi Netanya.

## Carriera

### Club
Ha giocato nella prima divisione israeliana.

### Nazionale
Ha giocato nella nazionale israeliana Under-21.

## Statistiche

### Presenze e reti nei club
Statistiche aggiornate al 24 giugno 2021.
| Stagione               | Squadra                | Campionato             | Campionato | Campionato | Coppe nazionali | Coppe nazionali | Coppe nazionali | Coppe continentali | Coppe continentali | Coppe continentali | Altre coppe | Altre coppe | Altre coppe | Totale | Totale |
| Stagione               | Squadra                | Comp                   | Pres       | Reti       | Comp            | Pres            | Reti            | Comp               | Pres               | Reti               | Comp        | Pres        | Reti        | Pres   | Reti   |
| ---------------------- | ---------------------- | ---------------------- | ---------- | ---------- | --------------- | --------------- | --------------- | ------------------ | ------------------ | ------------------ | ----------- | ----------- | ----------- | ------ | ------ |
| lug. 2017              | Hapoel Ra'anana        | LH                     | 0          | 0          |                 | -               | -               |                    | -                  | -                  |             | -           | -           | 0      | 0      |
| 2017-2018              | Hapoel Ra'anana        | LH                     | 0          | 0          | CI+CdL          | 0+2             | 0+0             | -                  | -                  | -                  | -           | -           | -           | 2      | 0      |
| Totale Hapoel Ra'anana | Totale Hapoel Ra'anana | Totale Hapoel Ra'anana | 0          | 0          |                 | 2               | 0               |                    | -                  | -                  |             | -           | -           | 2      | 0      |
| 2018-2019              | Hapoel Hadera          | LH                     | 19         | 1          | CI+CdL          | 2+4             | 0+0             | -                  | -                  | -                  | -           | -           | -           | 25     | 1      |
| 2019-2020              | Hapoel Ra'anana        | LH                     | 29         | 1          | CI+CdL          | 2+3             | 0+0             | -                  | -                  | -                  | -           | -           | -           | 34     | 1      |
| set. 2020              | Hapoel Ra'anana        | LL                     | 1          | 0          |                 | -               | -               |                    | -                  | -                  |             | -           | -           | 1      | 0      |
| Totale Hapoel Ra'anana | Totale Hapoel Ra'anana | Totale Hapoel Ra'anana | 30         | 1          |                 | 5               | 0               |                    | -                  | -                  |             | -           | -           | 35     | 1      |
| set. 2020-2021         | Bnei Yehuda            | LH                     | 28         | 0          | CI+CdL          | 1+0             | 0+0             | -                  | -                  | -                  | -           | -           | -           | 29     | 0      |
| 2021-2022              | Beitar Gerusalemme     | LH                     | 0          | 0          | CI+CdL          | 0+0             | 0+0             | -                  | -                  | -                  | -           | -           | -           | 0      | 0      |
| Totale carriera        | Totale carriera        | Totale carriera        | 77         | 2          |                 | 14              | 0               |                    | -                  | -                  |             | -           | -           | 91     | 2      |

## Palmarès

### Club

#### Competizioni nazionali
- Coppa d'Israele: 1

Beitar Gerusalemme: 2022-2023